# محمد بن حسین مغربی
محمد بن حسین مغربی همچنین شهرت‌یافته به ابن میخائیل (؟ -؟) شاعر عربی قیروانی در سدهٔ پنجم قمری بود. او را خوش‌کلام و شدیدالانتقاد بر مذهب قدامه بن جعفر توصیف کرده‌اند که فنون شعری‌اش غزل عفیف و در کنایات صریح بود.

نسبش را «محمد بن حسین بن ابی فتح قُرَشی مغربی سوسی قیروانی» ذکر کرده‌اند.